# Madasumma melanonotum
Madasumma melanonotum är en insektsart som beskrevs av Lucien Chopard 1969. Madasumma melanonotum ingår i släktet Madasumma och familjen syrsor. Inga underarter finns listade i Catalogue of Life.